# Тат-Бояры
 Тат-Бояры  — деревня в Кильмезском районе Кировской области в составе Рыбно-Ватажского сельского поселения.

## География
Расположена на расстоянии примерно 40 км по прямой на север-северо-запад от райцентра поселка Кильмезь.

## История
Известна с 1939 года, в 1950 15 хозяйств и 95 жителей, в 1989 112 жителей.

## Население
Постоянное население составляло 158 человек (татары 97%) в 2002 году, 117 в 2010.

## Достопримечательности
На северной окраине деревни расположен Тат-Боярский могильник VI—VIII веков н. э., входящий в группу погребальных памятников раннего этапа еманаевской археологической культуры.